# Romeo (プロデューサーチーム)
Romeo（ロミオ）は、日本のプロデューサーチーム。業界初のギャルプロデュースによる音楽ユニット「Juliet」を担当する。同ユニットは、2009年8月5日にシングル『ナツラブ』でデビューを果たした。

## 概説
メンバーそれぞれ、雑誌のファッションモデルとして活動している。活動開始当初は澤本、里見、須田、秋山、藤沢、板橋の6人だったが、2009年7月に佐藤、田中、引地、間宮の4人が加わり、10人になった。
RomeoのプロフィールなどはJulietの所属レーベルの公式サイトに内包されている。メンバー全員が自分のブログを持ち、更新している。メンバー全員のブログ閲覧数を合わせると月間2億ページビューを超える。

## メンバー
- 澤本幸秀
- 里見茜
- 須田朱音
- 秋山未来
- 藤沢直希
- 板橋瑠美

2009年7月加入
- 佐藤歩
- 田中大地
- 引地敬澄
- 間宮梨花